# 如愿真剑水蚤
如愿真剑水蚤（学名：Eucyclops speratus）为剑水蚤科真剑水蚤属的动物。分布于俄罗斯、英国、挪威、瑞典、德国、北非、美国以及中国大陆的福建、江苏等地，常见于河、池等小型水域内或在湖泊、河流的沿岸带的水草丛中。